# Ato administrativo
Ato administrativo é toda manifestação unilateral de vontade da administração pública que, agindo nesta qualidade, tenha por fim imediato resguardar, adquirir, modificar, extinguir e declarar direitos ou impor obrigações aos administrados ou a si própria. Somente o agente público competente pode praticá-lo, sendo prerrogativa exclusiva deste.

## Brasil
1. Na  Administração pública brasileira, um ato administrativo é o ato jurídico que concretiza o exercício da função administrativa do Estado. Como todo ato jurídico, constitui, modifica, suspende, revoga situações jurídicas. Em geral, os autores adotam o conceito restrito de ato administrativo, restringindo o uso do conceito aos atos jurídicos individuais e concretos que realizam a função administrativa do Estado. O ato administrativo é a forma jurídica básica estudada pelo direito administrativo.

Para José dos Santos Carvalho Filho, o ato administrativo é a exteriorização da vontade de agentes da Administração Pública ou de seus delegatários que, sob regime de direito público, visa à produção de efeitos jurídicos, com o fim de atender ao interesse público.
Segundo o Professor Hely Lopes Meirelles, " o ato administrativo é toda manifestação unilateral de vontade da Administração Pública que, agindo nessa qualidade, tenha por fim imediato adquirir, resguardar, transferir, modificar, extinguir e declarar direitos, ou impor obrigações aos seus administrados ou a si própria."
Já para Celso Antônio Bandeira de Mello, o Ato administrativo é a "declaração do Estado (ou de quem lhe faça as vezes - como, por exemplo, um concessionário de serviço público), no exercício de prerrogativas públicas, manifestada mediante providências jurídicas complementares da lei a título de lhe dar cumprimento, sujeitas a controle de legitimidade por órgão judicial."
Por fim, Mauro Sérgio dos Santos define ato administrativo como sendo "a manifestação unilateral de vontade da Administração Pública que, por meio da atuação de seus agentes, cria, modifica ou extingue relações jurídicas para os administrados ou para si própria, sempre visando o interesse público".

### Condições de existência
- A administração pública deve usar de sua supremacia de poder público para a execução do ato administrativo. Todo ato administrativo é ato jurídico de direito público. Há atos da Administração que não são atos administrativos em sentido estrito, pois a Administração também pode praticar atos de direito privado. Os atos de direito privado praticados pela Administração estão na categoria dos atos da administração, mas não na categoria dos atos administrativos.

- Mantenha manifestação de vontade apta;
- Provenha de agente competente, com finalidade pública e revestido na forma legal;

### Elementos ou Requisitos dos atos administrativos
Dizem respeito aos requisitos para a validade de um ato administrativo:
- Competência: Conjunto de poderes que a lei confere aos agentes públicos para que exerçam suas funções com eficiência e assim assegurem o interesse público. A competência é um poder-dever, é uma série de poderes, que o ordenamento outorga aos agentes públicos para que eles possam cumprir a contento seu dever de atingir da melhor forma possível o interesse público. Nenhum ato será válido se não for executado por autoridade legalmente competente. É requisito de ordem pública, ou seja, não pode ser derrogado pelos interessados nem pela administração. Pode, no entanto, ser delegada (transferência de funções de um sujeito, normalmente para outro hierarquicamente inferior) e avocada (órgão superior atrai para si a competência para cumprir determinado ato atribuído a outro inferior). Se a competência for, legalmente, exclusiva de certo órgão ou agente, não poderá ser delegada ou avocada.

Características da competência:
1. A mais importante de todas as característica desse requisito é a irrenunciabilidade, que tem caráter relativo, e o que a relativiza são os institutos da delegação e avocação.
2. Inderrogabilidade: A competência não pode ser derrogada, isto é, a modificação de seu conteúdo ou titularidade não pode ser operada por mero acordo de vontades entre particulares e/ou agentes públicos. Trata-se de uma característica de caráter absoluto.
3. Improrrogabilidade: Veda-se aos agentes públicos que atuem além da lei, ou seja, além das competências previstas em lei. Tem caráter relativo, pois se refere ao exercício da competência (passível de transferência através delegação e avocação) e não à sua titularidade.
4. Imprescritibilidade: As competências devem ser exercidas a qualquer tempo. O agente público é obrigado a exercer suas competências a qualquer tempo, salvo nas hipóteses a que a lei estabelece prazos da administração.

- Finalidade: Deve sempre ser o interesse público. É o objetivo que a administração pretende alcançar com a prática do ato administrativo, sendo aquela que a lei institui explícita ou implicitamente, não sendo cabível que o administrador a substitua por outra. A finalidade deve ser sempre o interesse público e a finalidade específica prevista em lei para aquele ato da administração. É nulo qualquer ato praticado visando exclusivamente ao interesse privado, no entanto é válido o ato visando ao interesse privado (desde que, cumulativamente, ele vise também ao interesse público).

- Forma: É o revestimento exteriorizador do ato administrativo. Todo ato administrativo é, em princípio, formal. Em sentido amplo, a forma é o procedimento previsto em lei para a prática do ato administrativo. Em sentido estrito, refere-se ao conjunto de requisitos formais que devem estar presentes no ato administrativo.

- Motivo: É a situação de direito ou de fato que autoriza ou determina a realização do ato administrativo, podendo ser expresso em lei (atos vinculados) ou advir do critério do administrador (ato discricionário).[6] Difere da motivação, que é a exposição dos motivos.

- Objeto ou conteúdo: É o efeito jurídico imediato que o ato deve produzir. Por exemplo, o ato administrativo de demissão produz o desligamento do servidor público.

### Teoria dos motivos determinantes
Segundo essa teoria, o motivo do ato administrativo deve sempre guardar compatibilidade com a situação de fato que gerou a manifestação de vontade. Assim sendo, se o interessado comprovar que inexiste a realidade fática mencionada no ato como determinante da vontade, estará ele irremediavelmente inquinado de vício de legalidade. É de ressaltar que sempre que o motivo for discricionário o objeto também será.
Ou seja, quando o motivo for discricionário não há necessidade de motivação, agora se a administração o fizer, esta motivação valerá para todos os efeitos.
Exemplo: Se a administração exonerar um servidor alegando falta de verba e logo em seguida contratar novo pessoal, esse ato será nulo por falta de motivo.

### Mérito
O conceito de mérito do ato administrativo — empregado entre os administrativistas brasileiros por influência da doutrina italiana — traduz-se na valoração dos motivos e na escolha do objeto desse ato, tarefas que podem ser expressamente atribuídas pela lei ao agente que realizar determinados atos nela previstos. A conveniência, oportunidade e justiça do ato administrativo somente podem ser objeto de juízo da Administração Pública quando o ato a ser praticado for caracterizado em lei como discricionário.
O mérito administrativo, segundo Mauro Sérgio dos Santos, "é o juízo de valor efetuado pelo administrador público sobre a melhor maneira (conveniência) e o melhor momento (oportunidade) para a prática do ato, de modo a satisfazer adequadamente o interesse público primário".
Os atos administrativos podem ser classificados em discricionários ou vinculados. Os atos discricionários são atos realizados mediante critérios de oportunidade, conveniência, justiça e equidade, implicando maior liberdade de atuação da Administração. Em análise, sob o ângulo dos requisitos do ato administrativo, competência, finalidade e forma sempre vinculam o administrador, mesmo nos atos discricionários. Assim, apenas motivo e objeto tornam-se mais abertos para a livre decisão do administrador no caso de um ato discricionário.
Os atos administrativos vinculados, ao seu turno, possuem todos os seus requisitos definidos em lei, de modo que não está presente nesses atos o conceito de mérito. Nos atos vinculados, o administrador não tem liberdade de atuação e está rigidamente atrelado ao que dispõe a lei.
A doutrina jurídica brasileira frisa a diferença entre discricionariedade e arbitrariedade. Mesmo nos atos discricionários, a liberdade de decisão da Administração Pública fica limitada pelas balizas da legislação. Se a apreciação subjetiva do administrador não se ativer aos limites permitidos em lei, tornar-se-á um juízo arbitrário e passível de questionamento.

### Atributos ou características
- Presunção de legitimidade: Decorrente do princípio da legalidade da administração, o que faz esta presunção ser inerente ao nascimento do ato administrativo, ou seja, todos os atos nascem com ela. Tal pressuposto faz com que o ônus da prova em questão de invalidade do ato administrativo se transfira para quem a invoca, fazendo que o ato seja de imediata execução, mesmo arguido de vícios que o invalidem.
- Autoexecutoriedade: torna possível que a administração execute de imediato o ato administrativo, independentemente de ordem judicial.Existem duas exceções para a não auto-executoriedade, sendo que umas delas é que tem que haver o processo de execução.
- Imperatividade ou Coercibilidade: impõe a coercibilidade para o cumprimento ou execução do ato administrativo, decorrendo da própria existência do ato, independentemente da declaração de validade ou invalidade daquele.
- Exigibilidade: coerção indireta, no Direito administrativo corresponde à multa.
- Tipicidade: O ato administrativo deve corresponder a tipos previamente definidos pela lei para produzir os efeitos desejados. Assim, para cada caso, há a previsão de uso de certo tipo de ato em espécie. A esse atributo denomina-se tipicidade. A lei deve sempre estabelecer os tipos de atos e suas consequências, garantindo ao particular que a Administração Pública não fará uso de atos inominados, impondo obrigações da forma não prevista na lei. Por igual motivo, busca impedir a existência de atos totalmente discricionários, pois eles sempre deverão obediência aos contornos estipulados em lei, contudo a tipicidade está presente somente nos atos administrativos unilaterais.

### Procedimento administrativo
É a sucessão ordenada de operações que propiciam a formação de um ato final objetivado pela administração pública. Constitui-se de atos intermediários, preparatórios e autônomos, porém, sempre interligados, de maneira tal que a sua conjugação dá conteúdo e forma ao ato principal.

### Classificação
- Quanto à supremacia do poder público
  - Atos de império: atos pelos quais o poder público age de forma imperativa sobre os administrados, impondo-lhes obrigações, por exemplo. Exemplos de atos de império: a desapropriação e a interdição de atividades.
  - Atos de expediente: são aqueles destinados a dar andamento aos processos e papéis que tramitam no interior das repartições.
  - Atos de gestão: (praticados sob o regime de direito privado. Ex: contratos de locação em que a Administração é locatária) não são atos administrativos, mas são atos da Administração. Para os autores que consideram o ato administrativo de forma ampla(qualquer ato que seja da administração como sendo administrativo), os atos de gestão são atos administrativos.

- Quanto à natureza do ato
  - Atos-regra: traçam regras gerais (regulamentos).
  - Atos subjetivos: referem-se a situações concretas, de sujeito determinado.
  - Atos-condição: são os que permitem que o administrado escolha se irá submeter-se à regulamentação do poder público, ou seja, somente surte efeitos caso determinada condição se cumpra.

- Quanto aos destinatários
  - Gerais: atingem todas as pessoas que se encontram na mesma situação.
  - Individuais: produzem efeito jurídico no caso concreto. Ato com sujeito identificável.
- Quanto ao regramento
  - Atos vinculados: possuem todos seus elementos determinados em lei, não existindo possibilidade de apreciação por parte do administrador quanto à oportunidade ou à conveniência. Cabe ao administrador apenas a verificação da existência de todos os elementos expressos em lei para a prática do ato. Caso todos os elementos estejam presentes, o administrador é obrigado a praticar o ato administrativo; caso contrário, ele estará proibido da prática do ato.
  - Atos discricionários: o administrador pode decidir sobre o motivo e sobre o objeto do ato, devendo pautar suas escolhas de acordo com as razões de oportunidade e conveniência.[6] A discricionariedade é sempre concedida por lei e deve sempre estar em acordo com o princípio da finalidade pública. O poder judiciário não pode avaliar as razões de conveniência e oportunidade (mérito), apenas a legalidade, a competência e a forma (exteriorização) do ato.

- Quanto à formação
  - Atos simples: resultam da manifestação de apenas uma vontade dentro de um órgão público.
  - Atos compostos: resultam da manifestação de um órgão, com aprovação de outro órgão. Dois atos; um primário e outro secundário, sendo que este ratificará aquele.
  - Atos complexos: um só ato, com manifestação de vontade de dois ou mais órgãos (vários órgãos).

- Quanto aos efeitos
  - Constitutivo: gera uma nova situação jurídica aos destinatários. Pode ser outorgado um novo direito, como permissão de uso de bem público, ou impondo uma obrigação, como cumprir um período de suspensão.
  - Declaratório: simplesmente afirma ou declara uma situação já existente, seja de fato ou de direito. Não cria, transfere ou extingue a situação existente, apenas a reconhece. Também é dito enunciativo. É o caso da expedição de uma certidão de tempo de serviço.
  - Modificativo: altera a situação já existente, sem que seja extinta, não retirando direitos ou obrigações. A alteração do horário de atendimento da repartição é exemplo desse tipo de ato.
  - Extintivo: pode também ser chamado desconstitutivo, que é o ato que põe termo a um direito ou dever existentes. Cite-se a demissão do servidor público.

- Quanto à abrangência dos efeitos
  - Internos: destinados a produzir seus efeitos no âmbito interno da Administração Pública, não atingindo terceiros, como as circulares e pareceres.
  - Externos: tem como destinatárias pessoas além da Administração Pública, e, portanto, necessitam de publicidade para que produzam adequadamente seus efeitos. São exemplos, a fixação do horário de atendimento e a ocupação de bem privado pela Administração Pública.

- Quanto à validade
  - Válido: é o que atende a todos os requisitos legais: competência, finalidade, forma, motivo e objeto. Pode estar perfeito, pronto para produzir seus efeitos ou estar pendente de evento futuro.
  - Nulo: é o que nasce com vício insanável, ou seja, um defeito que não pode ser corrigido. Não produz qualquer efeito entre as partes. No entanto, em face dos atributos dos atos administrativos, ele deve ser observado até que haja decisão, seja administrativa, seja judicial, declarando sua nulidade, que terá efeito retroativo, desde o início, entre as partes. Por outro lado, deverão ser respeitados os direitos de terceiros de boa-fé que tenham sido atingidos pelo ato nulo. Cite-se a nomeação de um candidato que não tenha nível superior para um cargo que o exija. A partir do reconhecimento do erro, o ato é anulado desde sua origem. Porém, as ações legais eventualmente praticadas por ele durante o período em que atuou permanecerão válidas.
  - Anulável: é o ato que contém defeitos, porém, que podem ser sanados, convalidados. Ressalte-se que, se mantido o defeito, o ato será nulo; se corrigido, poderá ser "salvo" e passar a válido. Atente-se que nem todos os defeitos são sanáveis, mas sim aqueles expressamente previstos em lei e analisados no item seguinte.
  - Inexistente: é aquele que apenas aparenta ser um ato administrativo, manifestação de vontade da Administração Pública. São produzidos por alguém que se faz passar por agente público, sem sê-lo, ou que contém um objeto juridicamente impossível. Exemplo do primeiro caso é a multa emitida por falso policial; do segundo, a ordem para matar alguém.

- Quanto à executabilidade
  - Perfeito: é aquele que completou seu processo de formação, estando apto a produzir seus efeitos. Perfeição não se confunde com validade. Esta é a adequação do ato à lei; a perfeição refere-se às etapas de sua formação.
  - Imperfeito: não completou seu processo de formação, portanto, não está apto a produzir seus efeitos, faltando, por exemplo, a homologação, publicação, ou outro requisito apontado pela lei.
  - Pendente: para produzir seus efeitos, sujeita-se a condição ou termo, mas já completou seu ciclo de formação, estando apenas aguardando o implemento desse acessório, por isso não se confunde com o imperfeito. Condição é evento futuro e incerto, como o casamento. Termo é evento futuro e certo, como uma data específica.
  - Consumado: é o ato que já produziu todos os seus efeitos, nada mais havendo para realizar. Exemplifique-se com a exoneração ou a concessão de licença para doar sangue.

### Espécies de ato administrativo
Segundo Hely Lopes Meirelles, podemos agrupar os atos administrativos em 5 cinco tipos:
- Atos normativos: são aqueles que contém um comando geral do Executivo visando ao cumprimento de uma lei. Podem apresentar-se com a característica de generalidade e abstração (decreto geral que regulamenta uma lei), ou individualidade e concreção (decreto de nomeação de um servidor). Segundo Márcio Fernando Elias Rosa são exemplos: regulamento, decreto, regimento e resolução.
- Atos ordinatórios: são os que visam a disciplinar o funcionamento da Administração e a conduta funcional de seus agentes. Emanam do poder hierárquico, isto é, podem ser expedidos por chefes de serviços aos seus subordinados. Logo, não obrigam aos particulares. Segundo Rosa, são exemplos: instruções, avisos, ofícios, portarias, ordens de serviço ou memorandos.
- Ato negociais: são todos aqueles que contêm uma declaração de vontade da Administração, apta a concretizar determinado negócio jurídico ou a deferir certa faculdade ao particular, nas condições impostas ou consentidas pelo Poder Público. De acordo com Rosa, são exemplos: licença, autorização e permissão.
- Atos enunciativos: são todos aqueles em que a Administração se limita a certificar ou a atestar um fato, ou emitir uma opinião sobre determinado assunto, constantes de registros, processos e arquivos públicos, sendo sempre, por isso, vinculados quanto ao motivo e ao conteúdo. Segundo Rosa, são exemplos: certidões, atestados e pareceres.
- Atos punitivos: são aqueles que contêm uma sanção imposta pela lei e aplicada pela Administração, visando punir as infrações administrativas e condutas irregulares de servidores ou de particulares perante a Administração. Segundo Rosa, são exemplos: multa administrativa, interdição administrativa, destruição de coisas e afastamento temporário de cargo ou função pública.

### Extinção dos atos administrativos
- Extinção natural (extingue-se pelo natural cumprimento do ato) ou por retirada do ato na classificação abaixo.
- Revogação: em virtude de a administração não mais julgar oportuno e conveniente o ato administrativo, pode aquela revogá-lo motivadamente e garantindo a ampla defesa dos interessados, fazendo cessar seus efeitos a partir do momento da revogação. Assim, todos os efeitos surgidos enquanto o ato permaneceu válido também o são. A revogação é prerrogativa da administração, não podendo ser invocada por meio judicial.
- Anulação ou invalidação: se um ato administrativo possuir vícios insanáveis, deve a administração anulá-lo de ofício ou por provocação de terceiro. Também o judiciário pode anular tal ato. A anulação age retroativamente, ou seja, todos os efeitos provocados pelo ato anulado também são nulos.
- Cassação: extingue-se o ato administrativo quando seu beneficiário descumpre as condições que permitiam a manutenção do ato e seus efeitos.
- Caducidade ou decaimento: ocorre a retirada de um ato administrativo se advir legislação que impeça a permanência da situação anteriormente consentida, ou seja, o ato perde seus efeitos jurídicos em virtude de norma superveniente contrária àquela que respaldava a prática do ato. Quanto à nomenclatura desta extinção em razão de proibição da atividade antes permitida, os juristas utilizam os termos caducidade (Celso Antônio Bandeira de Mello[10]) ou decaimento (Antônio Carlos Cintra do Amaral,[11] Fábio Mauro de Medeiros,[12] Márcio Camarosano,[13] Régis de Oliveira[14] e Silvio Luiz Ferreira da Rocha[15]).
- Contraposição: emissão de ato administrativo, com fundamento em competência diversa da que gerou o ato anterior, mas cujos efeitos são contrapostos ao dele[16])
- Convalidação: não é espécie de extinção, mas sim o processo de que se vale a administração para aproveitar atos administrativos com vícios sanáveis, de modo a confirmá-los no todo ou em parte. Convalidam-se tais atos pelos seguintes modos:
  1. Retificação: a autoridade que praticou o ato ou seu superior hierárquico decide sanar o ato inválido anteriormente praticado, suprindo a ilegalidade que o vicia;
  2. Reforma ou conversão: o novo ato suprime a parte inválida do anterior, mantendo sua parte válida.

### Observações
Os temas fundamentais envolvidos nos estudos dos atos administrativos são:
- anulação, convalidação e revogação dos atos administrativos
- discricionariedade e vinculação na edição de atos
- pressupostos e elementos administrativos.

Os atos administrativos são estudados no direito administrativo, que se encarta também na disciplina direito do estado.

## Portugal
O ato administrativo em Portugal é a expressão da Administração Pública em sentido formal, ou seja, trata-se de um ato através do qual se manifesta a actividade da Administração Pública. Trata-se de uma actuação pela via unilateral, para o caso concreto e representa uma segunda forma de desempenho da função administrativa, por salomao jorge bush

### Definição Jurídica
Quanto à noção de ato administrativo, segundo o artº 120º do Código do Procedimento Administrativo “(...) actos administrativos [são] as decisões dos órgãos da administração que ao abrigo de normas de direito público visem produzir efeitos jurídicos numa situação individual e concreta”. Segundo Freitas do Amaral, é uma ato jurídico unilateral.
Segundo Rogério Soares, é "uma estatuição autoritária, relativa a um caso concreto, praticado por um sujeito de direito administrativo, no uso de poderes de direito administrativo, destinado a produzir efeitos jurídicos externos, positivos ou negativos".
A Administração Pública exerce direitos e deveres, e procura satisfazer interesses de forma autoritária ("ius imperium"). Fá-lo de forma vinculativa, imperativa e unilateral, uma vez que se impõem independentemente da vontade do destinatário. É relativa a um caso concreto, o que o distingue, desta forma, das normas jurídicas, já que estas são gerais e abstractas. É praticado por um sujeito de direito administrativo, pois podem ser praticados pela Administração Pública Directa, Administração Pública Indirecta ou Administração Autónoma. O poder de exercer um ato administrativo (ou seja, de emitir decisões) é conferido ao órgão da administração pública pelos órgão de soberania por delegação temporária ou permanente de competências, via diplomas legais como o decreto-lei emitido pelo Governo ou lei emitida pela Assembleia da República. O órgão competente então definirá como executará o ato administrativo.
Destinado a produzir efeitos jurídicos externos, repercute-se na esfera jurídica dos particulares. Tem aspectos positivos, onde a Administração manifesta a sua vontade de forma favorável ou desfavorável; e negativos, em que a Administração não manifesta a sua vontade, negando-se a produzir efeitos jurídicos externos (este é o chamado "silêncio da Administração", sob a forma de indeferimento tácito ou deferimento tácito)